# 伊瓦洛
伊瓦洛（芬蘭語：Ivalo，伊纳里萨米语：Avveel）是芬兰市镇伊纳里最大的聚居区及其行政中心。它位于伊纳里湖的南岸。聚居区在2015年底时有3062名居民。伊瓦洛的土地面积有7.40平方公里。伊瓦洛原先名为屈勒村（Kyrö）。
像大部分拉普兰地区其它居住区一样，在拉普兰战争中德国军队把伊瓦洛放火烧尽。追赶撤退中德国军队的芬兰军队在1944年11月5日抵达伊瓦洛。
伊瓦洛机场位于伊瓦洛南边的一个村庄里。从机场有定期飞往赫尔辛基的航班。